# Пермячка

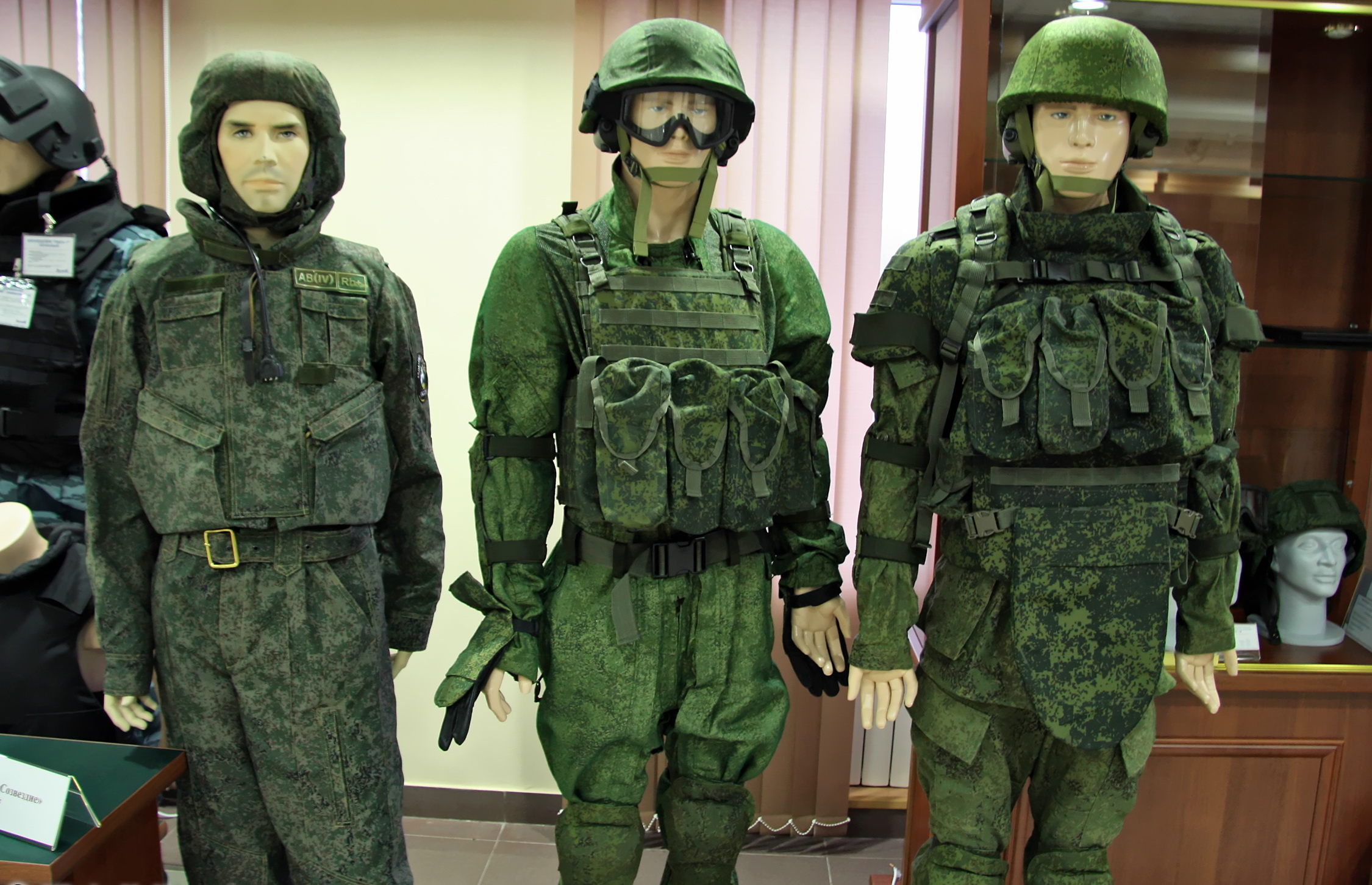
БЗК «Пермячка-М» посередине.

«Пермячка» или 6Б21 — комплект защитного снаряжения, предназначенный для военнослужащих; разработан российским ЗАО «Кираса» (Пермь).
Комплект включает около 20 предметов, в том числе арамидный комбинезон, броневой жилет, шлем, «разгрузку», защитные противоосколочные очки и перчатки. Общий вес комплекта, в зависимости от уровня защиты, может составлять 8,5—12 кг.
По утверждению представителей ЗАО «Кираса», комплект не имеет аналогов ни в России, ни за рубежом, обладает широким спектром служебно-эксплуатационных свойств. Общая площадь защиты комплекта превышает площадь существующих в мире общевойсковых средств индивидуальной броневой защиты в три раза. «Пермячка» обеспечивает защиту от пуль автоматов АК74, АКМ, винтовок СВД, M16А1, M16А2 и заброневой контузионной травмы (совместно с противопульными бронеблоками бронежилета), выдерживает прямое попадание с 50 метров, а шлем и очки могут спасти от осколков, летящих со скоростью до пятисот метров в секунду.
Модернизированный вариант БЗК «Пермячка-М», состоящий из 20 элементов, защищающих военнослужащего практически с ног до головы, был разработан предприятием в 2010 году в порядке собственной инициативы.

## Модификации
Существует шесть основных модификаций:
- 6Б21
- 6Б21-1
- 6Б21-2
- 6Б22
- 6Б22-1
- 6Б22-2